# Kratertryffel
Kratertryffel (Pachyphloeus citrinus) är en svampart som beskrevs av Berk. & Broome 1846. Kratertryffel ingår i släktet Pachyphloeus och familjen Pezizaceae.  Arten är reproducerande i Sverige. Inga underarter finns listade i Catalogue of Life.